# Innerbittlbach
Das kleine Kirchdorf Innerbittlbach ist ein südwestlicher Gemeindeteil vom oberbayerischen Lengdorf im Landkreis Erding, direkt an der Grenze zum Markt Isen. Der Ort (85 Einw.) liegt auf einer leichten Anhöhe am Kaltenbach, einem Zufluss der Isen, und an Ortsverbindungsstraßen von Lengdorf nach Buch am Buchrain sowie Isen nach Außer-/Innerbittlbach.

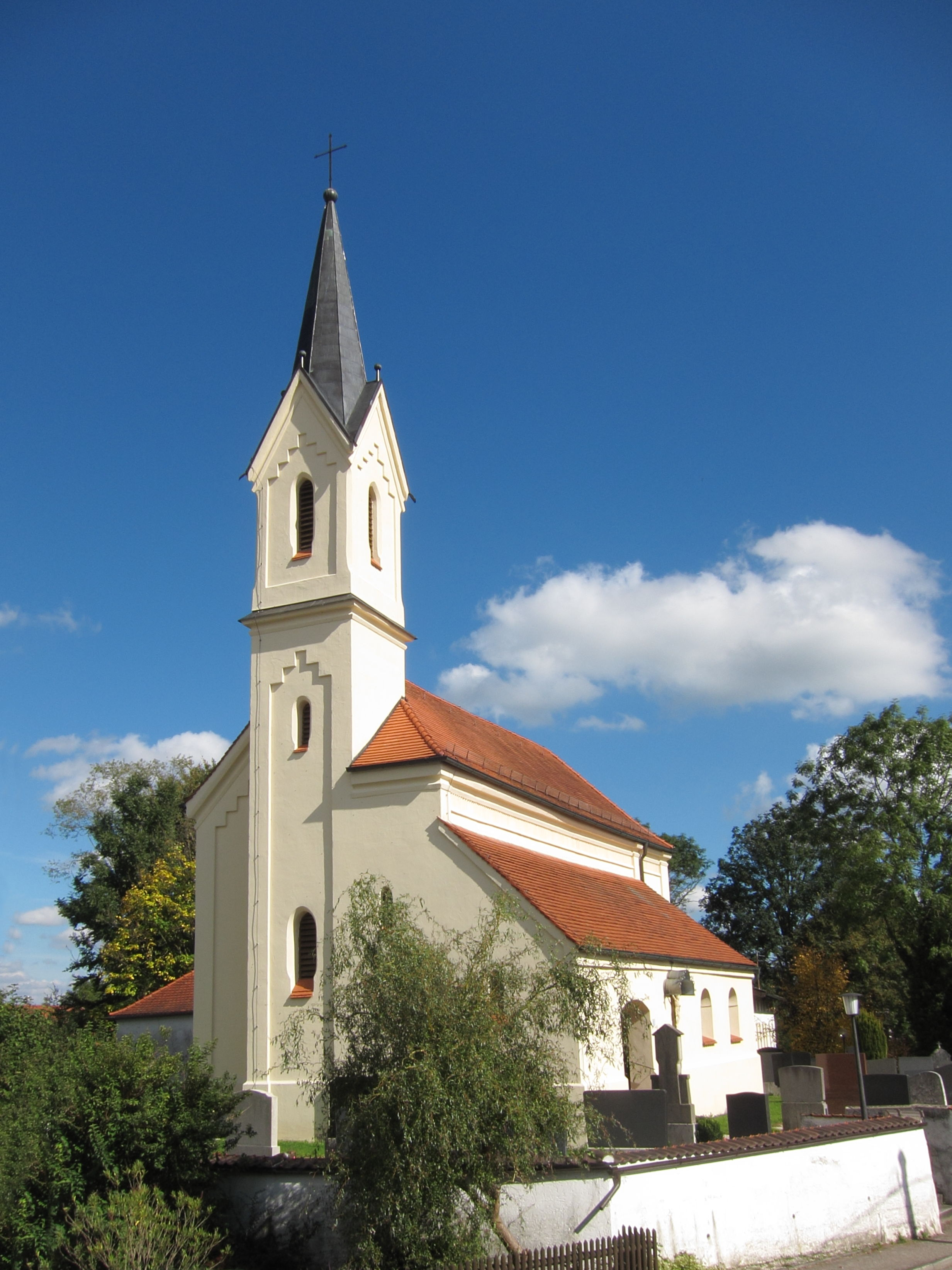
Kirche St. Ulrich Innerbittlbach

## Geschichte
Anno 758 übergab ein Adeliger namens Haholt aus dem Ort Bittlbach (Poatilinpach) seinen Sohn Arn dem Kloster zu Isen und damit dem Bischof zu Freising. Arn wurde ein bedeutender Kirchengelehrter und der erste Erzbischof von Salzburg. Er war ein Ratgeber der damals politisch Mächtigen: Herzog Tassilo von Bayern und später Karls des Großen. Vom Hochmittelalter bis zur Säkularisation im frühen Königreich Bayern gehörte Innerbittlbach zur freisingschen Herrschaft Burgrain, im Zuge der Neuordnung Bayerns (Gemeindeedikt 1818) wurde der Ort der Gemeinde Lengdorf und somit dem Bezirksamt Erding zugeschlagen. 
Ab dem 18. September 1900 hatte Innerbittlbach einen Haltepunkt (Bittlbach) an der Bahnstrecke Thann-Matzbach–Haag, der bei Penzing auf Westacher Gemeindegebiet lag. Der Personenverkehr wurde am 28. September 1968 eingestellt und die Gleisanlagen 1992 abgebaut.

## Filialkirche St. Ulrich
Eine Kirche in „Poitilinpach“ ist bereits für 758 belegt, als der Adelige Haholt mit seinem Sohn Arn, dem späteren Salzburger Erzbischof, eine Kirche dem Freisinger Bischof übergibt. Ob dabei die Kirche in Inner- oder Außerbittlbach gemeint war, ist umstritten, feststeht allerdings, dass Innerbittlbach uraltes Kulturland ist. Seit 768 kann man für Innerbittlbach einen Priester nachweisen, der von Freising eingesetzt wurde (das galt nicht für die Geistlichen von Außerbittlbach). Den Kirchenpatron St. Ulrich dürfte Innerbittlbach entsprechend einer damaligen Mode im 10. Jahrhundert erhalten haben. Das Gebäude selbst in seiner heutigen Form geht in Ansätzen wohl auf das 12. Jahrhundert zurück (romanisches Südfenster), das meiste wurde wohl 1480 erbaut, wie es die Inschrift am Chorbogen verrät. Der Innenraum besitzt ein Kreuzrippengewölbe und die Kreuzigungsgruppe stammt aus dem Jahr 1540 – insgesamt überwiegt also die Gotik. Der Hochaltar wurde 1890 ursprünglich für die Kirche in Schönbrunn entworfen, fand dann aber in Innerbittlbach seine Bleibestätte. Bis 1827 gehörte Innerbittlbach zur Pfarrei Pemmering, dann wurde es zur Isener Filiale. Der westlich angesetzte Spitzhelmturm ist eine neugotische Zutat.